# Parque Nacional Ras Muhammad
O Parque Nacional Ras Muhammad (em árabe: رأس محمد) é uma área protegida do Egito, e o mais antigo parque nacional do país.

## História

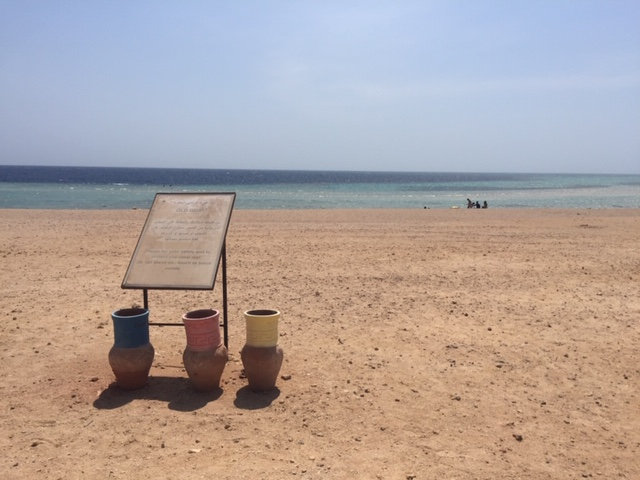
Área de mergulho com snorkel em Ras Mohammad

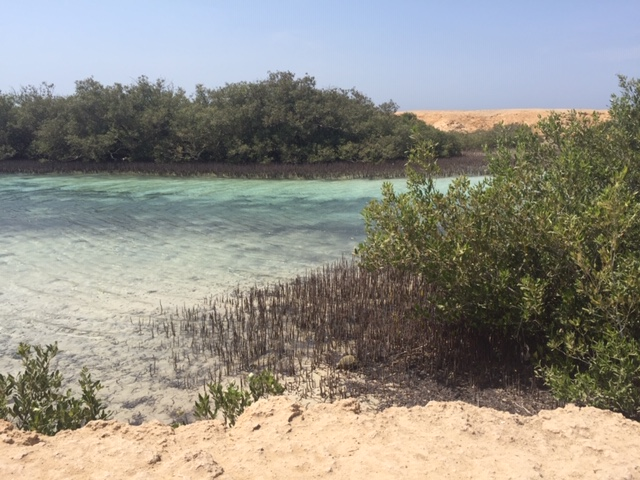
Manguezais no Parque Nacional Ras Mohammad

Quando a Península do Sinai foi devolvida ao Egito, Ras Muhammad foi declarado para proteção contra a pesca e outras atividades humanas. Alguns dos métodos de pesca, como o uso de dinamite e facas, também estavam impactando o recife de corais e as populações de peixes. Em 1983, a Agência Egípcia de Assuntos Ambientais estabeleceu a área como uma reserva marinha para a proteção da vida selvagem marinha e terrestre. O parque também foi criado para proteger contra a expansão urbana de Sharm El Sheikh e outros desenvolvimentos costeiros.  O nome significa literalmente "Cabo de Muhammad", onde "ras", neste caso, significa "promontório". Diz-se na área que o nome surgiu porque em vista lateral o contorno do penhasco se parece com o perfil do rosto de um homem barbudo, com estratos duros horizontais fornecendo o nariz e queixo barbudo.